# Jordan Bowery
Jordan Nathaniel Bowery (ur. 2 lipca 1991 w Nottingham) – angielski piłkarz występujący na pozycji napastnika w Rotherham United.